# Hartelbrug

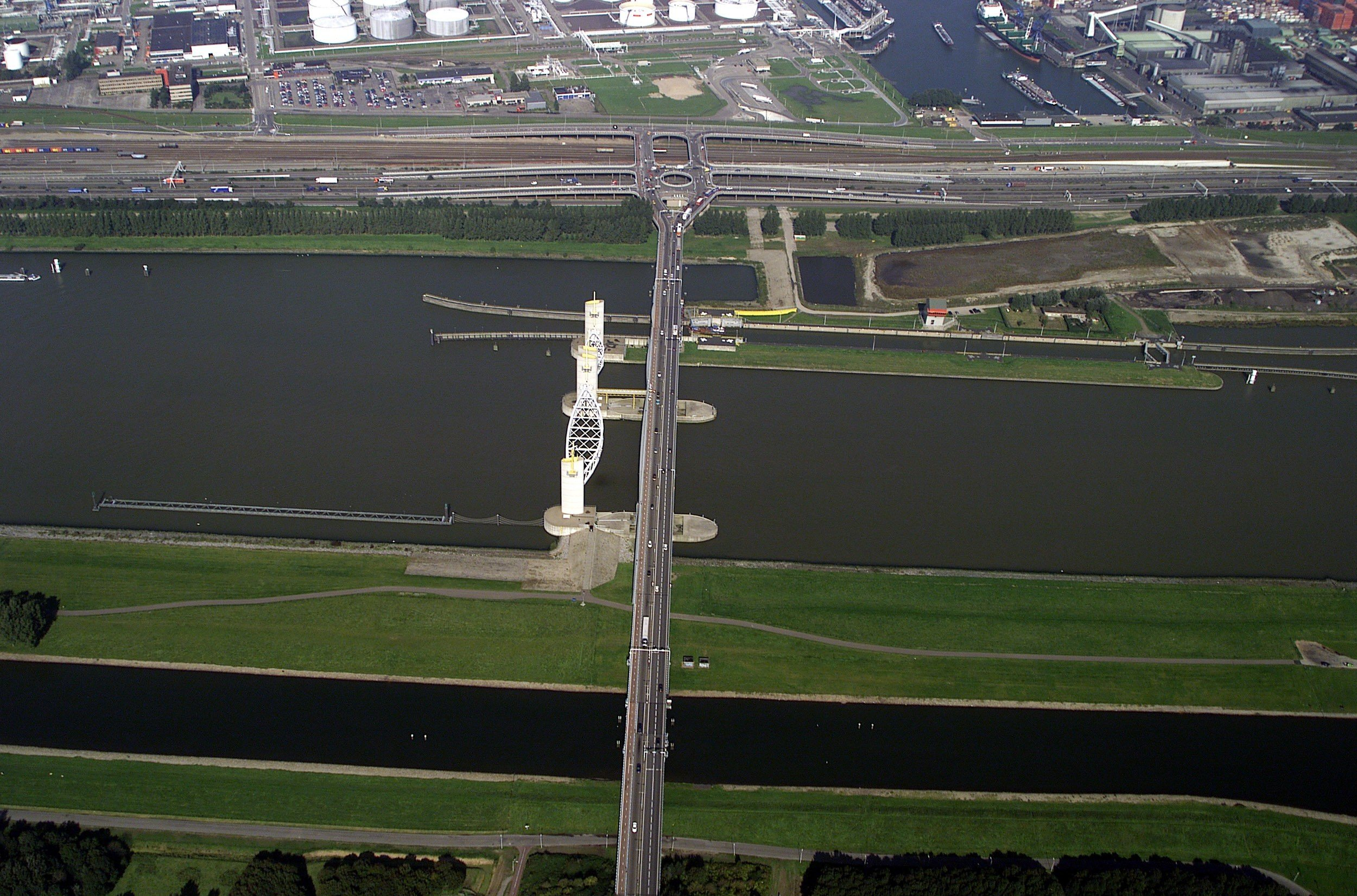
Hartelbrug, van boven naar beneden: industrie Botlek, A15, Hartelkanaal met Hartelkering (links) en Sluiseiland (rechts), Landtong, Scheepvaart- en Voedingskanaal en Markenburg

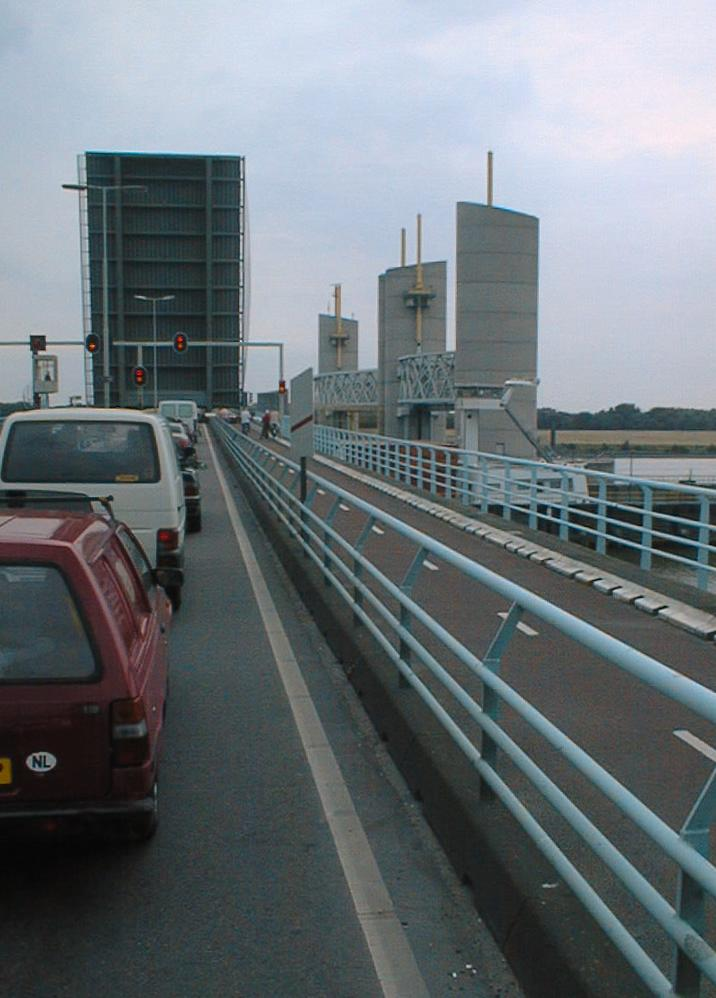
Geopende brug

De Hartelbrug of Zoetwaterkanaalbrug is een brug in Nederland die de verbinding vormt tussen de A15 en Spijkenisse, en ligt over zowel het Hartelkanaal als het Scheepvaart- en Voedingskanaal. De provinciale weg N218 (hier Hartelweg geheten) loopt over deze brug.
In 1968 werd de huidige basculebrug opengesteld. Oorspronkelijk had de brug twee rijstroken voor het autoverkeer, met hiernaast aan beide kanten één fietsstrook. Een van deze fietsstroken is van functie gewijzigd tot een rijstrook voor het autoverkeer, terwijl de andere geschikt gemaakt werd voor fietsverkeer in beide richtingen. Hierdoor had de brug drie rijstroken, waarvan de middelste afhankelijk van het verkeersaanbod voor de ene of de andere rijrichting werd opengesteld.
De brug heeft een totale lengte van 585 meter. Hij is gemaakt van voorgespannen beton. Er zijn twee beweegbare stalen basculebruggen in opgenomen, één over het Hartelkanaal en de andere over het Scheepvaart- en Voedingskanaal. Het ontwerp is van de Afdeling Waterbouw van Gemeentewerken Rotterdam.
In april 2010 startte de bouw van een aparte fietsbrug, die op 26 oktober 2011 geopend werd. De overgebleven fietsstrook van de hoofdbrug werd als extra rijstrook aangewend waardoor het verkeer sinds 14 mei 2012 over vier rijstroken (2 in elke richting) beschikt.
Midden de jaren 80 werd het Hartelkanaal verbreed, echter zonder aan de brug zelf te raken. Het deel van de brug dat over het water hangt nam daardoor toe.
In 1996 werd de bouw van de Hartelkering tegen de westzijde van de bestaande brug voltooid.
In 2013 is de brug gereviseerd. De betonnen hoofdoverspanning is versterkt, de scheuren in het brugdek behoren tot het verleden. Alle rijbanen zijn geasfalteerd, de middenberm, bekabeling en brugleuningen zijn gerenoveerd. 